# Natoma (Kansas)
Natoma é uma cidade localizada no estado americano de Kansas, no Condado de Osborne.

## Demografia
Segundo o censo americano de 2000, a sua população era de 367 habitantes.
Em 2006, foi estimada uma população de 323, um decréscimo de 44 (-12.0%).

## Geografia
De acordo com o United States Census Bureau tem uma área de
1,1 km², dos quais 1,1 km² cobertos por terra e 0,0 km² cobertos por água.

## Localidades na vizinhança
O diagrama seguinte representa as localidades num raio de 32 km ao redor de Natoma.